# Kirchgasse (Berlin-Neukölln)
Die Kirchgasse ist eine Gasse im Berliner Ortsteil Neukölln des gleichnamigen Bezirks. Sie führt an einer der Kirchen  (Betsaal der Herrnhuter Brüdergemeine) der ehemals drei böhmischen Kirchengemeinden in Böhmisch-Rixdorf vorbei und hieß bis 1909 Mala ulicka (‚Enge Gasse‘).
Die ‚Enge Gasse‘ wurde bereits wenige Jahre nach der Gründung Böhmisch-Rixdorfs angelegt. Neben einigen Wohnhäusern und dem 1761 erbauten und im Zweiten Weltkrieg zerstörten Betsaal der Brüdergemeine wurde dort auch eine Schule der Herrnhuter errichtet.
Die Kirchgasse verläuft zwischen der Richardstraße und der Berthelsdorfer Straße. Sie ist unterbrochen auf der Höhe des Jan-Hus-Weges, der bis 1983 zur Kirchgasse gehörte, und so bilden beide Enden jeweils Sackgassen.
In der Kirchgasse befindet sich ein Denkmal des Bildhauers Alfred Reichel (1856–1928), das Friedrich Wilhelm I. zeigt, der die böhmischen Exulanten, Nachfahren der Böhmischen Brüder, ab 1732 in Preußen aufnahm. Ferner beherbergt die Kirchgasse eine Vielzahl von Baudenkmalen. Zu diesen zählt auch der 1962 erbaute Betsaal der evangelischen Brüdergemeine. Das Museum im Böhmischen Dorf befindet sich gegenüber dem Denkmal von Friedrich Wilhelm I. in der Kirchgasse 5.